# U-563
| U-563                      | U-563                                                          | U-563                                                          |
| -------------------------- | -------------------------------------------------------------- | -------------------------------------------------------------- |
|                            |                                                                |                                                                |
|                            |                                                                |                                                                |
|                            |                                                                |                                                                |
| Під прапором               | Третій рейх                                                    | Третій рейх                                                    |
| Спуск на воду              | 5 лютого 1941 року                                             | 5 лютого 1941 року                                             |
| Виведений зі складу флоту  | 31 травня 1943 року                                            | 31 травня 1943 року                                            |
| Сучасний статус            | затоплений                                                     | затоплений                                                     |
| Проєкт                     |                                                                |                                                                |
| Тип ПЧ                     | Торпедний ДПЧ                                                  | Торпедний ДПЧ                                                  |
| Основні характеристики     |                                                                |                                                                |
| Швидкість (надводна)       | 17,7 вузлів                                                    | 17,7 вузлів                                                    |
| Швидкість (підводна)       | 7,6 вузлів                                                     | 7,6 вузлів                                                     |
| Робоча глибина занурення   | 100 м                                                          | 100 м                                                          |
| Гранична глибина занурення | 220 м                                                          | 220 м                                                          |
| Екіпаж                     | 44 осіб                                                        | 44 осіб                                                        |
| Розміри                    |                                                                |                                                                |
| Довжина найбільша (по КВЛ) | 67,1 м                                                         | 67,1 м                                                         |
| Ширина корпусу найб.       | 6,2 м                                                          | 6,2 м                                                          |
| Висота                     | 9,6 м                                                          | 9,6 м                                                          |
| Середня осадка (по КВЛ)    | 4,70 м                                                         | 4,70 м                                                         |
| Водотоннажність надводна   | 769 т                                                          | 769 т                                                          |
| Озброєння                  |                                                                |                                                                |
| Артилерія                  | одна палубна гармата калібру 88-мм, одна 20-мм зенітна гармата | одна палубна гармата калібру 88-мм, одна 20-мм зенітна гармата |
| Торпедно- мінне озброєння  | 4 носових і один кормовий ТА. 14 торпед або 26 мін             | 4 носових і один кормовий ТА. 14 торпед або 26 мін             |

U-563 — німецький підводний човен типу VIIC, часів Другої світової війни.
Замовлення на будівництво човна було віддане 24 жовтня 1939 року. Човен був закладений на верфі суднобудівної компанії «Blohm + Voss» у Гамбурзі 30 березня 1940 року під будівельним номером 539, спущений на воду 5 лютого 1941 року, 27 березня 1941 року увійшов до складу 1-ї флотилії.
Човен зробив 8 бойових походів, в яких потопив 3 (загальна водотоннажність 14 689 брт) судна, 1 військовий корабель та пошкодив 2 (загальна водотоннажність 16 266 брт) судна.
31 травня 1943 року потоплений у Північній Атлантиці північно-західніше мису Ортегаль (46°35′ пн. ш. 10°40′ зх. д. / 46.583° пн. ш. 10.667° зх. д.) глибинними бомбами британського «Галіфаксу» та британського й австралійського «Сандерлендів». Всі 49 членів екіпажу загинули.

## Командири
- Оберлейтенант-цур-зее Клаус Баргштен (27 березня 1941 — 15 березня 1942)
- Капітан-лейтенант Гец фон Гартманн (1 квітня 1942 — 16 травня 1943)
- Оберлейтенант-цур-зее Густав Борхардт (21-31 травня 1943)

## Потоплені та пошкоджені кораблі[3]
| Назва         | Тип           | Належність      | Дата           | Тоннаж (БРТ) | Вантаж                                                                       | Статус     | Місце                                                       |
| «Козак»       | есмінець      | Велика Британія | 24 жовтня 1941 | 1 870        |                                                                              | потоплено  | 35°56′ пн. ш. 10°04′ зх. д. / 35.933° пн. ш. 10.067° зх. д. |
| Bretwalda     | торгове судно | Велика Британія | 18 грудня 1942 | 4 906        | Баласт                                                                       | потоплено  | 44°35′ пн. ш. 16°28′ зх. д. / 44.583° пн. ш. 16.467° зх. д. |
| Sunoil        | танкер        | США             | 5 квітня 1943  | 9 005        | 102 000 барелів морського палива                                             | пошкоджено | 58°16′ пн. ш. 34°14′ зх. д. / 58.267° пн. ш. 34.233° зх. д. |
| Pacific Grove | торгове судно | Велика Британія | 12 квітня 1943 | 7 117        | 8 684 т генеральних вантажів                                                 | потоплено  | 54°10′ пн. ш. 30°00′ зх. д. / 54.167° пн. ш. 30.000° зх. д. |
| Fresno City   | торгове судно | Велика Британія | 12 квітня 1943 | 7 261        | 3 000 т магнезитів та 5 965 т генеральних вантажів                           | пошкоджено | 54°15′ пн. ш. 30°00′ зх. д. / 54.250° пн. ш. 30.000° зх. д. |
| Ulysses       | торгове судно | Нідерланди      | 12 квітня 1943 | 2 666        | 3 372 т генеральних вантажів та державних вантажів, включно з 800 т амуніції | потоплено  | 54°30′ пн. ш. 30°30′ зх. д. / 54.500° пн. ш. 30.500° зх. д. |